# 1025 Riema
1025 Riema este o planetă minoră (asteroid), cu un diametru de 4,605 km, din centura de asteroizi. A fost descoperită pe 12 august 1923 la Observatorul Königstuhl de Karl Wilhelm Reinmuth și a fost numită după Johannes Riem⁠(d). 
Obiectul prezintă o orbită caracterizată de o semiaxă mare de 1,9791671 UAi, o excentricitate de 0,039493, o înclinație de 26,86095 ° în raport cu ecliptica.